# Tom Ince
Thomas Christopher Ince, detto Tom Ince (Stockport, 30 gennaio 1992), è un calciatore inglese, attaccante o ala del Watford.

## Biografia
È il figlio di Paul Ince, ex calciatore ed allenatore inglese.

## Caratteristiche
È un esterno d'attacco dotato di grande rapidità e molto bravo nell'uno contro uno.

## Carriera

### Club
Inizia la sua carriera da calciatore nel 2010, quando viene acquistato dal Tranmere Rovers dove milita per quattro stagioni per poi passare al Liverpool dove, in due anni, compie tutta la trafila delle giovanili fino al 2010, quando entra a far parte della prima squadra debuttando il 22 settembre, durante il match di Coppa di Lega con il Northampton Town.
Durante la sessione invernale del calciomercato 2011 viene ceduto in prestito al Notts County, squadra allenata in quell'anno dal padre. Debutta con la sua nuova squadra il 13 novembre, in occasione della partita di campionato con l'Exeter City. L'11 dicembre realizza la sua prima rete in carriera, durante la partita contro il Milton Keynes Dons. Conclude la sua prima stagione, tra i professionisti, con un totale di 6 presenze e solo due gol segnati.
Nel 2011, esattamente il 3 agosto, viene acquistato a titolo definitivo dal Blackpool, formazione militante nella Championship. Compie il suo debutto con i Tangerines il 17 agosto, in occasione della partita di campionato con il Derby County. Realizza la sua prima rete con la squadra di Blackpool il 18 ottobre, in occasione del match con i Doncaster Rovers.
Il 31 gennaio 2014 passa al Crystal Palace con la formula del prestito.
Il 7 luglio 2014 viene ufficializzato il suo acquisto da parte dell'Hull City. Il 30 ottobre seguente viene ceduto in prestito al Nottingham Forest.

### Nazionale
Ha giocato nelle nazionali giovanili inglesi Under-17, Under-19 ed Under-21.

## Statistiche

### Presenze e reti nei club
Statistiche aggiornate al 9 gennaio 2025.
| Stagione            | Squadra             | Campionato          | Campionato | Campionato | Coppe nazionali | Coppe nazionali | Coppe nazionali | Coppe continentali | Coppe continentali | Coppe continentali | Altre coppe | Altre coppe | Altre coppe | Totale | Totale |
| Stagione            | Squadra             | Comp                | Pres       | Reti       | Comp            | Pres            | Reti            | Comp               | Pres               | Reti               | Comp        | Pres        | Reti        | Pres   | Reti   |
| ------------------- | ------------------- | ------------------- | ---------- | ---------- | --------------- | --------------- | --------------- | ------------------ | ------------------ | ------------------ | ----------- | ----------- | ----------- | ------ | ------ |
| 2010-gen. 2011      | Liverpool           | PL                  | 0          | 0          | FACup+CdL       | 0+1             | 0               | UEL                | -                  | -                  | -           | -           | -           | 1      | 0      |
| gen.-giu. 2011      | Notts County        | FLO                 | 6          | 2          | FACup+CdL       | 2+0             | 0               | -                  | -                  | -                  | -           | -           | -           | 8      | 2      |
| 2011-2012           | Blackpool           | FLC                 | 33+3       | 6+1        | FACup+CdL       | 4+1             | 1+0             | -                  | -                  | -                  | -           | -           | -           | 41     | 8      |
| 2012-2013           | Blackpool           | FLC                 | 44         | 18         | FACup+CdL       | 2+1             | 0               | -                  | -                  | -                  | -           | -           | -           | 47     | 18     |
| 2013-gen. 2014      | Blackpool           | FLC                 | 23         | 7          | FACup+CdL       | 1+1             | 0               | -                  | -                  | -                  | -           | -           | -           | 25     | 7      |
| Totale Blackpool    | Totale Blackpool    | Totale Blackpool    | 100+3      | 31+1       |                 | 10              | 1               |                    | -                  | -                  |             | -           | -           | 113    | 33     |
| gen.-giu. 2014      | Crystal Palace      | PL                  | 8          | 1          | FACup+CdL       | 0               | 0               | -                  | -                  | -                  | -           | -           | -           | 8      | 1      |
| 2014-2015           | Hull City           | PL                  | 7          | 0          | FACup+CdL       | 1+1             | 1+0             | UEL                | 4                  | 0                  | -           | -           | -           | 8      | 1      |
| ott. 2014-dic. 2015 | Nottingham Forest   | FLC                 | 6          | 0          | FACup+CdL       | 0               | 0               | -                  | -                  | -                  | -           | -           | -           | 6      | 0      |
| feb.-giu. 2015      | Derby County        | FLC                 | 18         | 11         | FACup+CdL       | 0               | 0               | -                  | -                  | -                  | -           | -           | -           | 18     | 11     |
| 2015-2016           | Derby County        | FLC                 | 42+2       | 12+0       | FACup+CdL       | 1+1             | 0               | -                  | -                  | -                  | -           | -           | -           | 46     | 12     |
| 2016-2017           | Derby County        | FLC                 | 45         | 14         | FACup+CdL       | 2+3             | 1+0             | -                  | -                  | -                  | -           | -           | -           | 50     | 15     |
| Totale Derby County | Totale Derby County | Totale Derby County | 107        | 37         |                 | 7               | 1               |                    | -                  | -                  |             | -           | -           | 114    | 38     |
| 2017-2018           | Huddersfield Town   | PL                  | 33         | 2          | FACup+CdL       | 2+2             | 1+0             | -                  | -                  | -                  | -           | -           | -           | 37     | 3      |
| 2018-2019           | Stoke City          | FLC                 | 38         | 6          | FACup+CdL       | 2+1             | 0               | -                  | -                  | -                  | -           | -           | -           | 41     | 6      |
| 2019-2020           | Stoke City          | FLC                 | 38         | 3          | FACup+CdL       | 1+1             | 0               | -                  | -                  | -                  | -           | -           | -           | 40     | 3      |
| 2020-2021           | Stoke City          | FLC                 | 7          | 0          | FACup+CdL       | 0               | 0               | -                  | -                  | -                  | -           | -           | -           | 7      | 0      |
| feb.-giu. 2021      | Luton Town          | FLC                 | 7          | 0          | FACup+CdL       | 0               | 0               | -                  | -                  | -                  | -           | -           | -           | 7      | 0      |
| 2021-gen. 2022      | Stoke City          | FLC                 | 11         | 3          | FACup+CdL       | 1+3             | 1+1             | -                  | -                  | -                  | -           | -           | -           | 15     | 5      |
| Totale Stoke City   | Totale Stoke City   | Totale Stoke City   | 94         | 12         |                 | 9               | 2               |                    | -                  | -                  |             | -           | -           | 103    | 14     |
| gen.-giu. 2022      | Reading             | FLC                 | 15         | 2          | -               | -               | -               | -                  | -                  | -                  | -           | -           | -           | 15     | 2      |
| 2022-2023           | Reading             | FLC                 | 38         | 9          | FACup+CdL       | 1+0             | 0               | -                  | -                  | -                  | -           | -           | -           | 39     | 9      |
| Totale Reading      | Totale Reading      | Totale Reading      | 53         | 11         |                 | 1               | 0               |                    | -                  | -                  |             | -           | -           | 54     | 11     |
| 2023-2024           | Watford             | FLC                 | 27         | 2          | FACup+CdL       | 2+0             | 0+0             | -                  | -                  | -                  | -           | -           | -           | 29     | 2      |
| 2024-2025           | Watford             | FLC                 | 17         | 1          | FACup+CdL       | 1+3             | 0+4             | -                  | -                  | -                  | -           | -           | -           | 21     | 5      |
| Totale Watford      | Totale Watford      | Totale Watford      | 44         | 3          |                 | 6               | 4               |                    | -                  | -                  |             | -           | -           | 50     | 7      |
| Totale carriera     | Totale carriera     | Totale carriera     | 468        | 100        |                 | 42              | 10              |                    | 4                  | 0                  |             | -           | -           | 514    | 110    |

### Cronologia presenze e reti in nazionale
| Cronologia completa delle presenze e delle reti in nazionale ― Inghilterra under 21 | Cronologia completa delle presenze e delle reti in nazionale ― Inghilterra under 21 | Cronologia completa delle presenze e delle reti in nazionale ― Inghilterra under 21 | Cronologia completa delle presenze e delle reti in nazionale ― Inghilterra under 21 | Cronologia completa delle presenze e delle reti in nazionale ― Inghilterra under 21 | Cronologia completa delle presenze e delle reti in nazionale ― Inghilterra under 21 | Cronologia completa delle presenze e delle reti in nazionale ― Inghilterra under 21 | Cronologia completa delle presenze e delle reti in nazionale ― Inghilterra under 21 |
| Data                                                                                | Città                                                                               | In casa                                                                             | Risultato                                                                           | Ospiti                                                                              | Competizione                                                                        | Reti                                                                                | Note                                                                                |
| ----------------------------------------------------------------------------------- | ----------------------------------------------------------------------------------- | ----------------------------------------------------------------------------------- | ----------------------------------------------------------------------------------- | ----------------------------------------------------------------------------------- | ----------------------------------------------------------------------------------- | ----------------------------------------------------------------------------------- | ----------------------------------------------------------------------------------- |
| 6-9-2012                                                                            | Baku                                                                                | Azerbaigian under 21                                                                | 0 – 2                                                                               | Inghilterra under 21                                                                | Qual. Europeo Under-21 2013                                                         | -                                                                                   | 86’                                                                                 |
| 10-9-2012                                                                           | Chesterfield                                                                        | Inghilterra under 21                                                                | 1 – 0                                                                               | Norvegia under 21                                                                   | Qual. Europeo Under-21 2013                                                         | -                                                                                   |                                                                                     |
| 12-10-2012                                                                          | Norwich                                                                             | Inghilterra under 21                                                                | 1 – 0                                                                               | Serbia under 21                                                                     | Qual. Europeo Under-21 2013                                                         | -                                                                                   |                                                                                     |
| 16-10-2012                                                                          | Kruševac                                                                            | Serbia under 21                                                                     | 0 – 1                                                                               | Inghilterra under 21                                                                | Qual. Europeo Under-21 2013                                                         | -                                                                                   |                                                                                     |
| 13-11-2012                                                                          | Blackpool                                                                           | Inghilterra under 21                                                                | 2 – 0                                                                               | Irlanda del Nord under 21                                                           | Amichevole                                                                          | -                                                                                   | 76’                                                                                 |
| 5-2-2013                                                                            | Walsall                                                                             | Inghilterra under 21                                                                | 4 – 0                                                                               | Svezia under 21                                                                     | Amichevole                                                                          | 2                                                                                   |                                                                                     |
| 8-6-2013                                                                            | Petah Tiqwa                                                                         | Inghilterra under 21                                                                | 1 – 3                                                                               | Norvegia under 21                                                                   | Europeo Under-21 2013 - 1º turno                                                    | -                                                                                   |                                                                                     |
| 11-6-2013                                                                           | Gerusalemme                                                                         | Israele under 21                                                                    | 1 – 0                                                                               | Inghilterra under 21                                                                | Europeo Under-21 2013 - 1º turno                                                    | -                                                                                   | 46’                                                                                 |
| 10-10-2013                                                                          | Serravalle                                                                          | San Marino under 21                                                                 | 0 – 4                                                                               | Inghilterra under 21                                                                | Qual. Europeo Under-21 2015                                                         | -                                                                                   | 72’                                                                                 |
| 15-10-2013                                                                          | Ipswich                                                                             | Inghilterra under 21                                                                | 5 – 0                                                                               | Lituania under 21                                                                   | Qual. Europeo Under-21 2015                                                         | -                                                                                   | 77’                                                                                 |
| 14-11-2013                                                                          | Milton Keynes                                                                       | Inghilterra under 21                                                                | 3 – 0                                                                               | Finlandia under 21                                                                  | Qual. Europeo Under-21 2015                                                         | -                                                                                   | 65’                                                                                 |
| 19-11-2013                                                                          | Shrewsbury                                                                          | Inghilterra under 21                                                                | 9 – 0                                                                               | San Marino under 21                                                                 | Qual. Europeo Under-21 2015                                                         | 1                                                                                   | 65’                                                                                 |
| 5-3-2014                                                                            | Derby                                                                               | Inghilterra under 21                                                                | 1 – 0                                                                               | Galles under 21                                                                     | Qual. Europeo Under-21 2015                                                         | -                                                                                   |                                                                                     |
| 19-5-2014                                                                           | Swansea                                                                             | Galles under 21                                                                     | 1 – 3                                                                               | Inghilterra under 21                                                                | Qual. Europeo Under-21 2015                                                         | -                                                                                   | 79’                                                                                 |
| 5-9-2014                                                                            | Kaunas                                                                              | Lituania under 21                                                                   | 0 – 1                                                                               | Inghilterra under 21                                                                | Qual. Europeo Under-21 2015                                                         | -                                                                                   | 80’                                                                                 |
| 10-10-2014                                                                          | Wolverhampton                                                                       | Inghilterra under 21                                                                | 2 – 1                                                                               | Croazia under 21                                                                    | Qual. Europeo Under-21 2015                                                         | -                                                                                   | 56’                                                                                 |
| 14-10-2014                                                                          | Vinkovci                                                                            | Croazia under 21                                                                    | 1 – 2                                                                               | Inghilterra under 21                                                                | Qual. Europeo Under-21 2015                                                         | -                                                                                   | 85’                                                                                 |
| 13-11-2014                                                                          | Burnley                                                                             | Inghilterra under 21                                                                | 3 – 1                                                                               | Portogallo under 21                                                                 | Amichevole                                                                          | -                                                                                   |                                                                                     |
| 17-11-2014                                                                          | Brest                                                                               | Francia under 21                                                                    | 3 – 2                                                                               | Inghilterra under 21                                                                | Amichevole                                                                          | -                                                                                   |                                                                                     |
| Totale                                                                              |                                                                                     | Presenze                                                                            | 19                                                                                  |                                                                                     | Reti                                                                                | 3                                                                                   |                                                                                     |